# Rémi Martorana
Pour les articles homonymes, voir Martorana.
Rémi Martorana, né le 5 mai 1994 à Grenoble, est un karatéka français.
Il remporte le championnat de France Junior en kata individuel en 2012. Il remporte une médaille de bronze en kata par équipe aux Championnats d'Europe de karaté 2014 ainsi qu'aux Championnats du monde de karaté 2014.